# Тимбервуд Парк (Тексас)
Тимбервуд Парк (енгл. Timberwood Park) насељено је место без административног статуса у америчкој савезној држави Тексас.

## Демографија
По попису из 2010. године број становника је 13.447, што је 7.558 (128,3%) становника више него 2000. године.
| Група             | 2000.         | 2010.         |
| Белци             | 4.464 (75,8%) | 7.642 (56,8%) |
| Афроамериканци    | 65 (1,1%)     | 657 (4,9%)    |
| Азијати           | 64 (1,1%)     | 608 (4,5%)    |
| Хиспаноамериканци | 1.193 (20,3%) | 4.213 (31,3%) |
| Укупно            | 5.889         | 13.447        |